# جفری دی‌مان
جفری دی‌مان (انگلیسی: Jeffrey DeMunn؛ زادهٔ ۲۵ آوریل ۱۹۴۷) هنرپیشه اهل ایالات متحده آمریکا است. وی از سال ۱۹۷۲ میلادی تاکنون مشغول فعالیت بوده‌است.
از فیلم‌ها و مجموعه‌های تلویزیونی که وی در آن نقش داشته‌است، می‌توان به رستگاری در شاوشنک، مسیر سبز، مردگان متحرک، بخوان و بسوزان، مه، رستاخیز، شکوه، پناهگاه، رگتایم، چشمان یک فرشته، اولین گناه کبیره، قاتل و یک روز شاد دیگر اشاره کرد.